# Magical Generation
Singles de Yui Sakakibara
Again
(2006) Far Away
(2007)
Magical Generation (stylisé en Magical★Generation) est le 6e single de Yui Sakakibara sorti sous le label LOVE×TRAX Office le 25 octobre 2006 au Japon. Il arrive 36e à l'Oricon, il reste classé 4 semaines pour un total de 6 297 exemplaires vendus.
Magical★Generation a été utilisé comme thème de fermeture pour l'anime Happiness! et Happiness Houteishiki a été utilisé comme thème d'ouverture pour le jeu vidéo Happiness! De:Luxe sur PlayStation 2. Ce single est sorti le même jour que le single Again. Magical★Generation et Happiness Houteishiki se trouve sur la compilation You♡I -Sweet Tuned by 5pb.-.

## Liste des titres
Toutes les paroles sont écrites par Shikura Chiyomaru.
| 1. | Magical★Generation (マジカル★ジェネレーション)                | Shikura Chiyomaru | 4:39 |
| 2. | Happiness Houteishiki (はぴねす方程式)                        | Tarawo            | 4:05 |
| 3. | Magical★Generation (Instrumental) (マジカル★ジェネレーション) | Takumi Masanori   | 4:39 |
| 4. | Happiness Houteishiki (Instrumental) (はぴねす方程式)         | Shikura Chiyomaru | 4:03 |